# 广饶路站
广饶路站是青岛地铁1号线的地铁车站，位于中华人民共和国山东省青岛市市北区延安路与广饶路交叉口西侧，于2021年12月30日开通。

## 车站结构
广饶路站位于延安路与广饶路交叉口西侧，沿延安路设置，呈东西走向，为地下两层岛式站台车站，车站长207.35米，宽22米，车站地下一层为站厅层，地下二层为站台层，站台设置全高站台门。
| 地面              | 出入口 | C、D出入口 |
| 地下一层          | 站厅   | 客服中心、自动售票机、验票机                                                                                    |
| 地下二层          | 站台   | \| \| \| 1号线往王家港（观象山（市立医院）） \| \| 島式 · 開左邊车门 \| \| \| \| \| \| 1号线往东郭庄（台东） \| |
|                   |        | 1号线往王家港（观象山（市立医院））                                                                             |
| 島式 · 開左邊车门 |        | |
|                   |        | 1号线往东郭庄（台东）                                                                                           |

## 出入口
广饶路站目前开放2个出入口，各出口及周围设施如下所示：
| 编号                | 指示                       | 建议前往的目的地                                     | 图片 |
| ------------------- | -------------------------- | ---------------------------------------------------- | ---- |
| C · 出口            | 胶宁高架路(南)，广饶路(西) | 青岛外事服务职业学校，青岛山一战遗址公园，青岛动物园 |      |
| D · 出口 · （设有） | 胶宁高架路(南)，延安路(南) |                                                      |      |
| 图例： 设有         |                            |                                                      |      |

## 接驳交通

### 公交车
- 延安路广饶路：1路，4路，25路，205路，212路，217路，221路，225路，307路，308路，367路，464路

## 车站历史
本站工程名与正式站名均为广饶路站，以车站东侧的广饶路命名。
- 2017年07月20日，车站主体上断面贯通[2]。
- 2021年12月30日，车站随1号线南段通车开通[1]。